# 維堡區 (列寧格勒州)

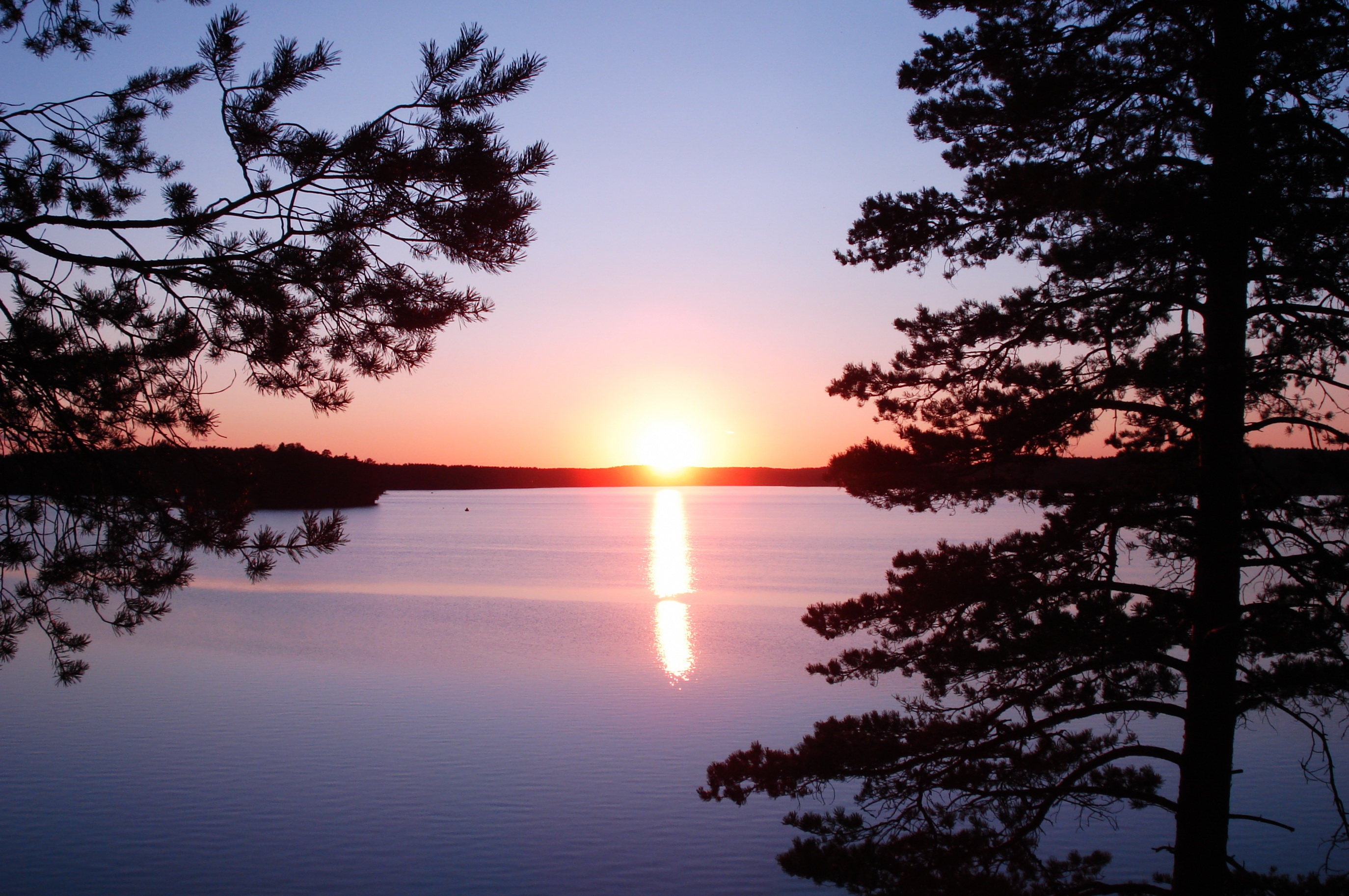

60°42′33″N 28°44′39″E / 60.70917°N 28.74417°E
維堡區（俄语：Выборгский район）是俄羅斯的一個區，位於該國西北部，由列寧格勒州負責管轄，面積7,475.47平方公里，2010年人口120,446，人口密度每平方公里16.11人。